# Wohn- und Geschäftshaus Moritzburger Straße 3 (Radebeul)

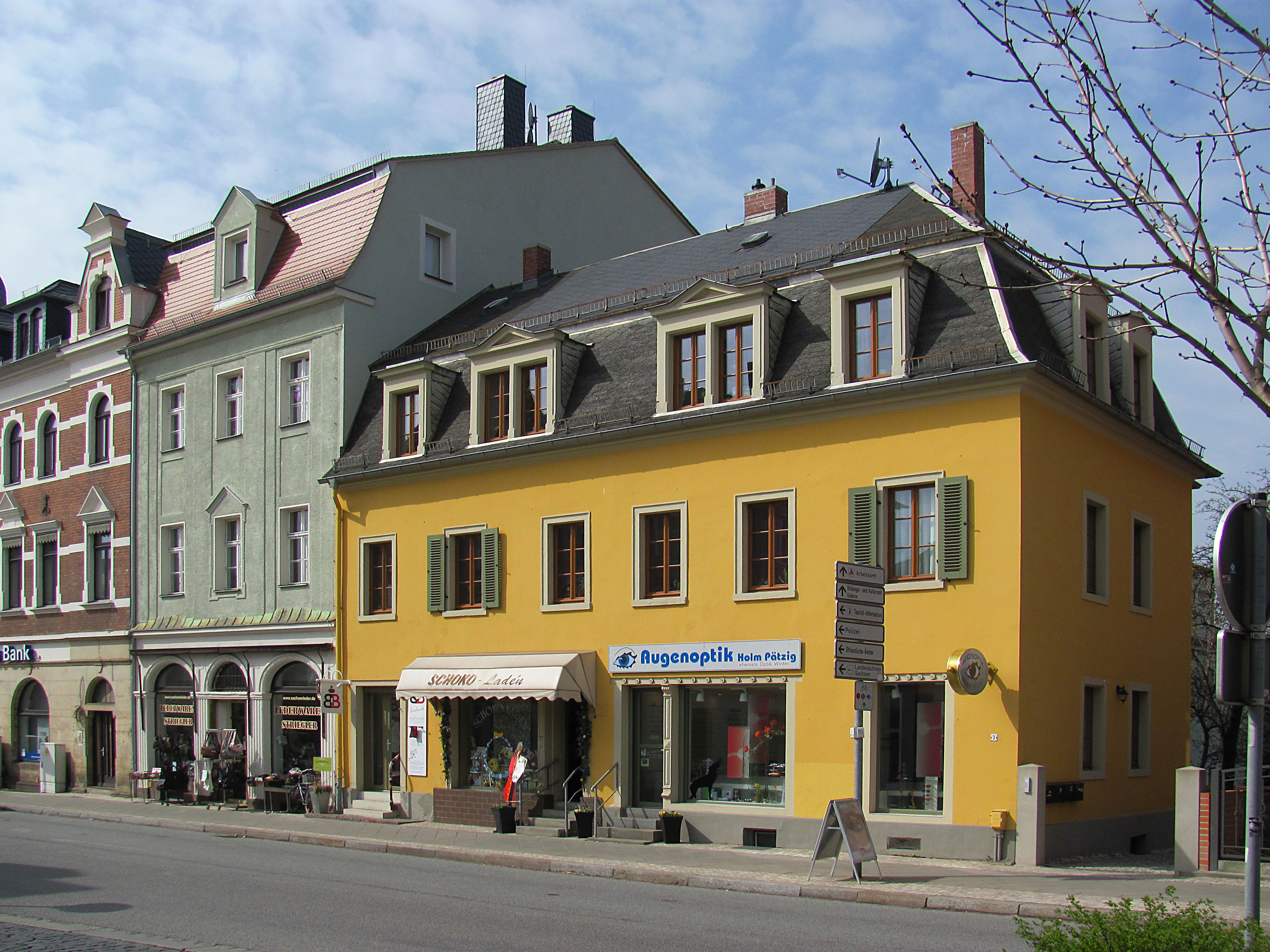
Das grünlich gestrichene Wohn- und Geschäftshaus Moritzburger Straße 3

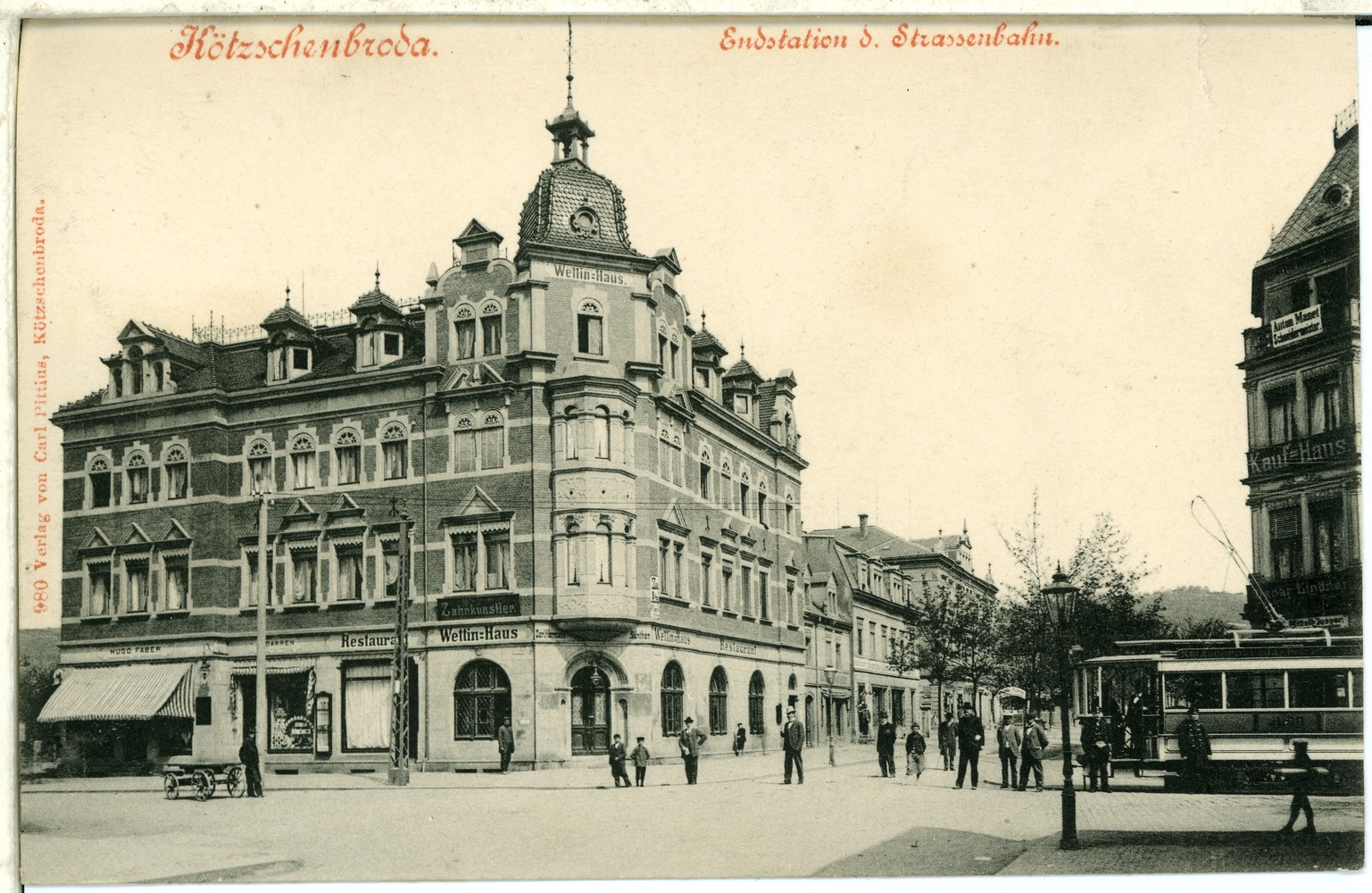
1899: Der zweigeschossige Vorgängerbau hatte noch ein niedrigeres Erdgeschoss als der Eckbau daneben.

Das Wohn- und Geschäftshaus Moritzburger Straße 3 steht im Stadtteil Kötzschenbroda der sächsischen Stadt Radebeul, nördlich der Meißner Straße. Es wurde 1924 anstelle eines 60 Jahre alten Vorgängerbaus errichtet.

## Beschreibung
Das dreigeschossige, ehemals unter Denkmalschutz stehende Wohn- und Geschäftshaus schließt sich in geschlossener Bebauung unmittelbar an das denkmalgeschützte Eckhaus Moritzburger Straße 1 an; nach rechts folgt das ebenfalls denkmalgeschützte Gebäude Moritzburger Straße 5. Das Gebäude ist lediglich drei Fensterachsen breit. Mittig im leicht ausgebauten, ziegelgedeckten Mansarddach steht eine Giebelgaube. Im Erdgeschoss befinden sich rundbogige Schaufenster. Über einem mit patinierten Kupferplatten verdachten Gesims liegen die mit Rauputz verputzten Obergeschosse mit Lisenen und Fensterspiegeln in den Außenachsen. Die Fenster sind von Farbfaschen umgeben.

## Geschichte
Der Bäcker Curt Günther ließ sich 1924 direkt an das ihm gehörende Wettin-Haus (Nr. 1) ein schmales weiteres Wohn- und Geschäftshaus ansetzten. Dafür musste der dort stehende zweigeschossige Vorgängerbau wohl aus dem Jahr 1864 weichen. Den Entwurf lieferte ihm der Architekt und Baumeister Arthur Hanns, der für ihn mit seinem Bauunternehmen F. A. Bernhard Große Nachfolger auch die Bauleitung und -ausführung erledigte.